# Плоское (Бабаевский район)
Плоское — деревня в Бабаевском районе Вологодской области.
Входит в состав Борисовского сельского поселения (с 1 января 2006 года по 13 апреля 2009 года входила в Плосковское сельское поселение), с точки зрения административно-территориального деления — в Плосковский сельсовет.
Расположена на левом берегу реки Колпь. Расстояние до районного центра Бабаево по автодороге — 94 км, до центра муниципального образования села Борисово-Судское по прямой — 26 км. Ближайшие населённые пункты — Заельник, Плесо, Плесо.
По переписи 2002 года население — 2 человека.